# Scaphyglottis pulchella
Scaphyglottis pulchella là một loài thực vật có hoa trong họ Lan. Loài này được (Schltr.) L.O.Williams miêu tả khoa học đầu tiên năm 1941.